# 3831 Піттенджілл
3831 Піттенджілл (3831 Pettengill) — астероїд головного поясу, відкритий 7 жовтня 1986 року.
Тіссеранів параметр щодо Юпітера — 3,663.